# Ofeq
Ofeq, también transliterado como Offek u Ofek (en hebreo אופק, Horizonte) es la designación de una serie de satélites de reconocimiento israelíes. Todos los Ofeq han sido lanzados mediante cohetes lanzadores Shavit desde la Base Aérea de Palmachim en Israel, sobre la costa del Mar Mediterráneo. Estos satélites de órbita baja completan una vuelta a la Tierra cada 90 minutos. Estos satélites hicieron de Israel la octava nación, luego de la Unión Soviética (actualmente Rusia), Estados Unidos, Francia,  Japón, China, Reino Unido e India, en tener capacidad propia de lanzamiento de satélites al espacio exterior. Tanto los satélites como los vehículos lanzadores han sido diseñados y fabricados por Israel Aerospace Industries (IAI).

## Descripción
Si bien es cierto que los detalles técnicos y las capacidades son información clasificada, se asume que los satélites Ofeq disponen de sensores ultravioletas y sensibles a las imágenes, además de una vida operacional efectiva de 1 a 3 años. Algunos reportes iniciales indicaron que la capacidad de recolección de imágenes era tal que permitiría “leer las placas de los automóviles en Bagdad”, aunque esto puede ser descartado basado en las leyes de la óptica. Otros reportes han estimado, de manera más acertada, que la resolución del Ofeq 5 llega a 8 dm. 
Los satélites artificiales suelen ser normalmente lanzados hacia el este, para aprovecharse del impulso que da la velocidad de rotación de la Tierra. Sin embargo, los satélites Ofeq son una rareza en el mundo de la astronáutica, ya que son lanzados en órbita retrógrada sobre el Mar Mediterráneo para evitar volar sobre áreas pobladas, además de minimizar la posibilidad de que sus restos caigan sobre zonas pobladas de Israel y de países árabes vecinos. Otros satélites israelíes como los Amos han sido lanzados desde lugares en otros países.
La órbita de este a oeste del Ofeq con una inclinación de 36 grados está optimizada para obtener una cobertura máxima durante el día del Medio Oriente. Los satélites Ofeq dan aproximadamente una media docena de vueltas durante las horas del día sobre Israel y sus países vecinos, mientras que los satélites espías de Rusia y Estados Unidos sólo logran pasar una o dos veces al día, debido a sus órbitas con mayor inclinación. Esta cobertura optimizada se degrada luego de un tiempo, aunque sin embargo permite mantener una excelente cobertura del Medio Oriente.
Las conversaciones entre Turquía e Israel relacionadas con la posible venta del sistema de defensa Arrow junto con satélites espía del tipo Ofeq han sido llevadas a cabo desde fines de 2007, a la espera de aprobación de Estados Unidos. La adquisición de estos sistemas significaría un salto generacional para la inteligencia y las fuerzas armadas turcas, las cuales están preocupadas con el Programa nuclear de Irán.

## Lanzamientos
- Ofeq 1, lanzado el 19 de septiembre de 1988, con un peso de 155 kg y una órbita con perigeo de 249 km y apogeo de 1149 km, con una inclinación de 142.9 grados. Principalmente sirvió para efectuar pruebas de celdas solares y transmisiones de radio.
- Ofeq 2, lanzado el 23 de abril de 1990 con una órbita inclinada 143.2 grados, con un perigeo de 149 km y un apogeo de 251 km. También sirvió para efectuar pruebas de comunicación.
- Otro satélite de la familia Ofeq, se presume que fue lanzado el 15 de septiembre de 1994, posiblemente abortado o con una falla durante su lanzamiento.
- Ofeq 3, lanzado el 5 de abril de 1995, fue el primer satélite israelí operacional con capacidades de reconocimiento fotográfico. Tiene un peso de 225 kg y su órbita tiene un perigeo de 369 km; fue lanzado en una versión mejorada del lanzador Shavit.
- Ofeq 4, lanzado el 22 de enero de 1998, no alcanzó altitud orbital debido a una falla en el lanzador y fue perdido.
- Ofeq 5 fue lanzado el 28 de mayo de 2002. El satélite de 300 kg Ofeq 5 orbita la tierra con un perigeo de 262 km y un apogeo de 774 km, con una inclinación orbital de 143.5°. Durante el transcurso de su misión, su perigeo fue elevado a 369 km y su apogeo fue reducido a 771 kilómetros, en un esfuerzo para prolongar la vida útil del satélite. Algunos observadores creen que su peso de 300 kg, combinados con los requerimientos adicionales de la órbita retrógrada, constituyen una demostración de facto del potencial ICBM del lanzador Shavit.
- Ofeq 6, lanzado el 6 de septiembre de 2004, tuvo una falla en su lanzamiento, falló al intentar alcanzar una órbita baja y también cayó al mar. La falla fue encontrada en la tercera etapa del lanzador Shavit.
- Ofeq 7 fue lanzado con éxito el 1 de junio de 2007.[2]
- OPSat, Para el año 2009, el Ministerio de Defensa esperaba completar el satélite OPSat, el que según se conoce, formará parte de una nueva generación de satélites con sensores ópticos remotos, con resoluciones extremadamente altas.
- Ofeq 9, el cual fue lanzado con éxito el 22 de junio de 2010[3]